# 青木村
青木村（あおきむら）は、長野県小県郡の村である。同県のほぼ中央部に位置する。農山村であり、温泉地、義民の里、あるいは東急グループの創業者五島慶太の出身地などとして知られる。

## 概要
長野県の東信地方または上田地域に属し、それぞれ最も西に位置する。東西は約8キロ、南北は約10キロ。標高500〜850メートルの平地や段丘などに住家や農地が分布する。
面積の8割を山林が占め、農地は1割程度である。これらの農林業が基幹産業で、米、ソバ、マツタケ、山菜、ワインなどが出荷・生産されている。商工業では合金鋳造会社、物流倉庫会社などが立地する。
上田市への通勤率は47.40%（2015年国勢調査）で、同市のベッドタウンとなっている。上田市まで車で30分程度、北陸新幹線を使えば東京へ2時間余りという利便性から、移住者の受け入れにも村を挙げて取り組んでおり、2016年の宝島社出版「田舎暮らしの本」によるアンケートで「日本一住みたい『村』ランキング」の1位となった。
義民の里とされ、江戸時代～明治時代最初期には現在の村域にあたる地区から上田騒動をはじめとする一揆が5回発生した。旧上田藩領の各地で「夕立と騒動は青木から来る」と言い伝えられてきたほどである。今も「義民の里 青木村」と書かれた看板が村内にある。
1889（明治22）年4月の町村制施行で、6つの村が合併して発足。それ以後、1957（昭和32）年に一部地区が合併した以外は村域は大きく変わらず、平成の大合併も拒否し、村名も不変のまま現在に至る。ただし現在の村は1957年を新制青木村誕生と位置づけており、この年に改めて村長選と村議選を行っている。
村名は現在の青木中学校の南付近に生え、東山道の道しるべだった「ねずみさし」（ネズ）の木に由来する。青々と茂る名木で、木のある青木村田沢地区の小字「青木」の由来となった。村の発足3年前の1886（明治19）年4月、当時の田沢村青木に近隣の学校4校が統合されて「青木学校」（現青木村立青木小学校）が発足。1889年の合併の際に新しい村名の選定が難航する中、学校の名でもあり、希望に輝く新しい村の名称にふさわしいとして「青木村」が選ばれた。このネズ木はその後に切られることになったが、村民有志が根を掘り返して3分割し、小学校、中学校、文化会館に保存されている。

## 地理

### 隣接している自治体
- 上田市
- 松本市
- 東筑摩郡筑北村

### 地形

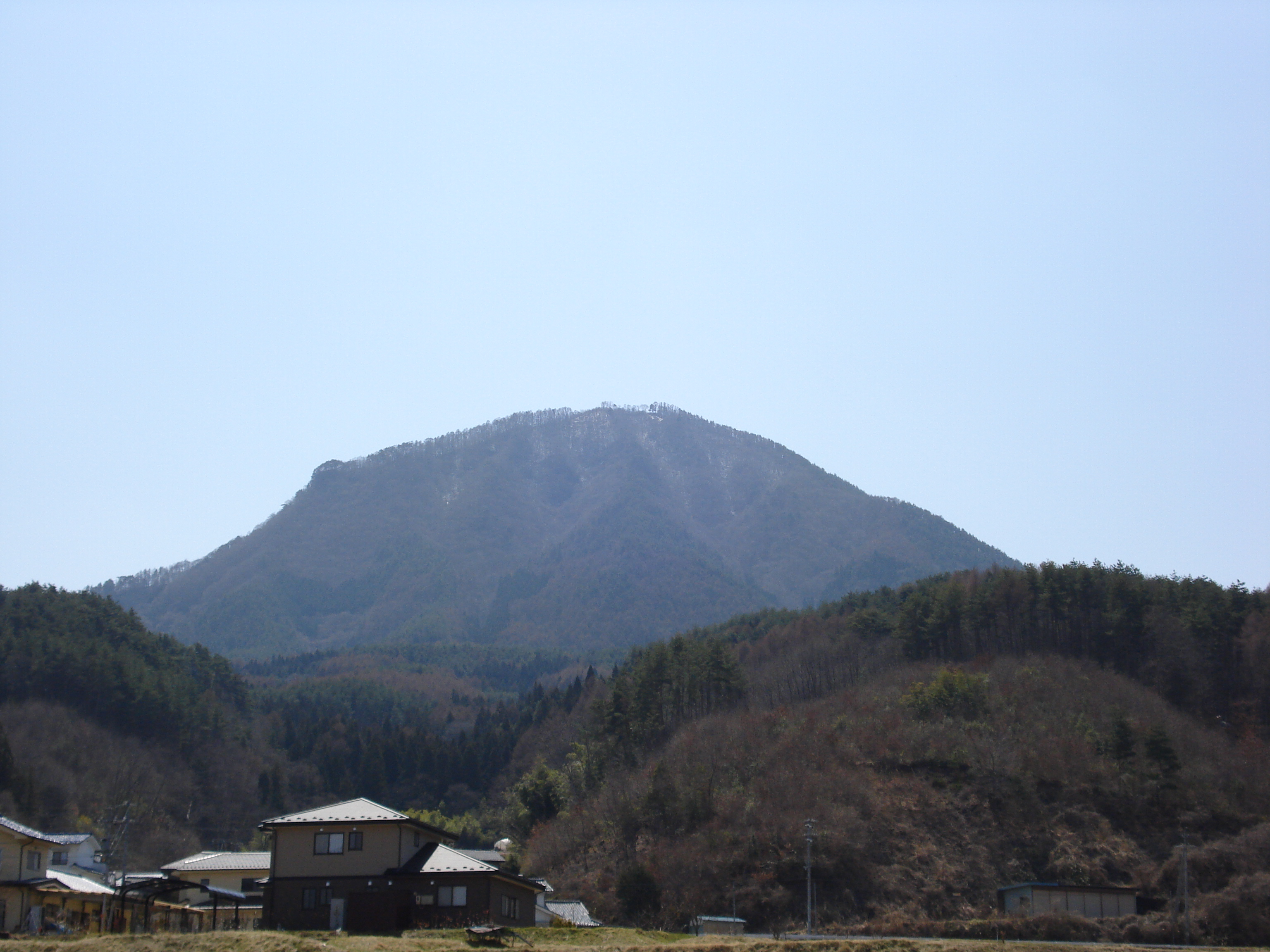
春の夫神山

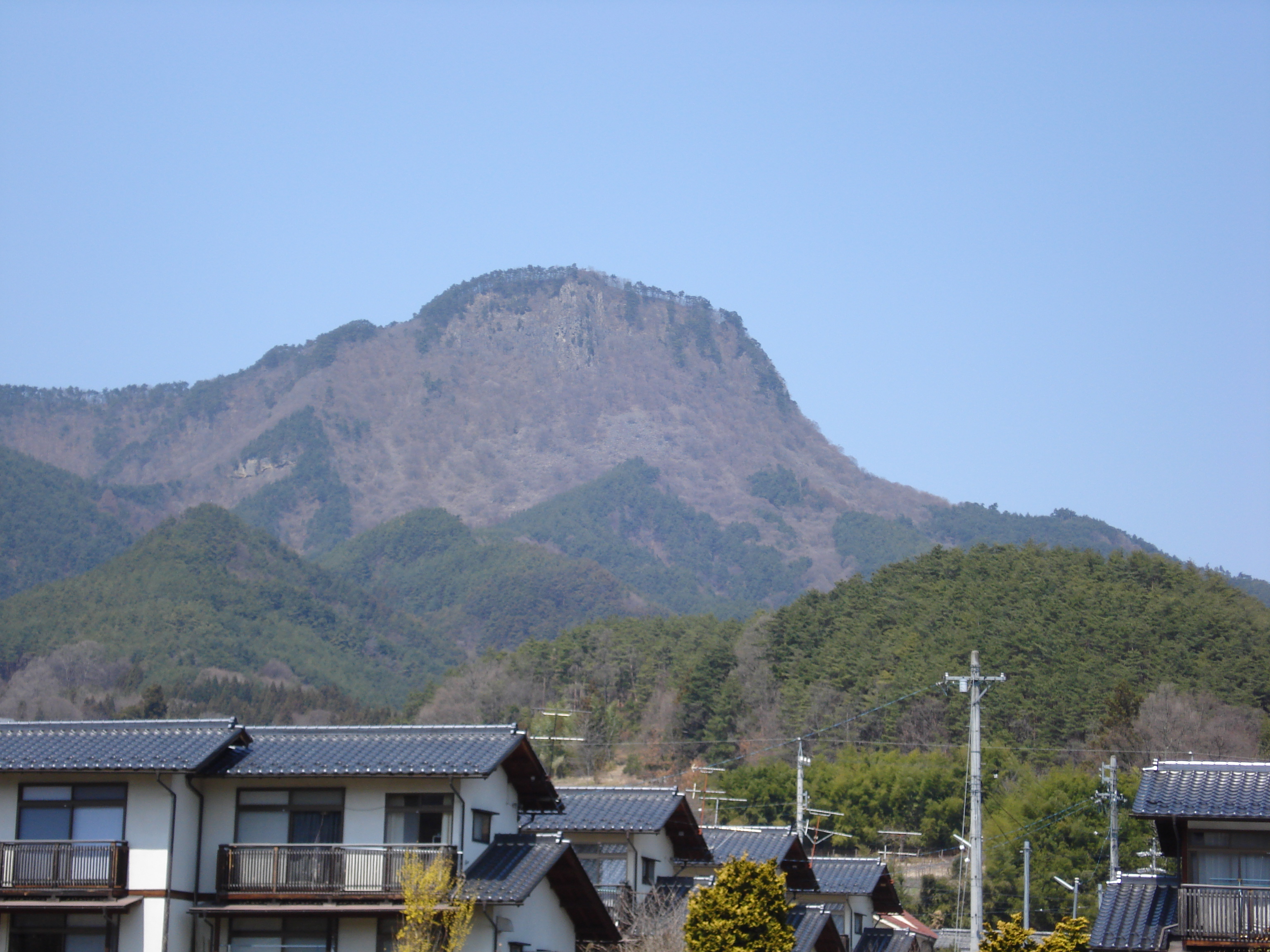
子檀嶺岳

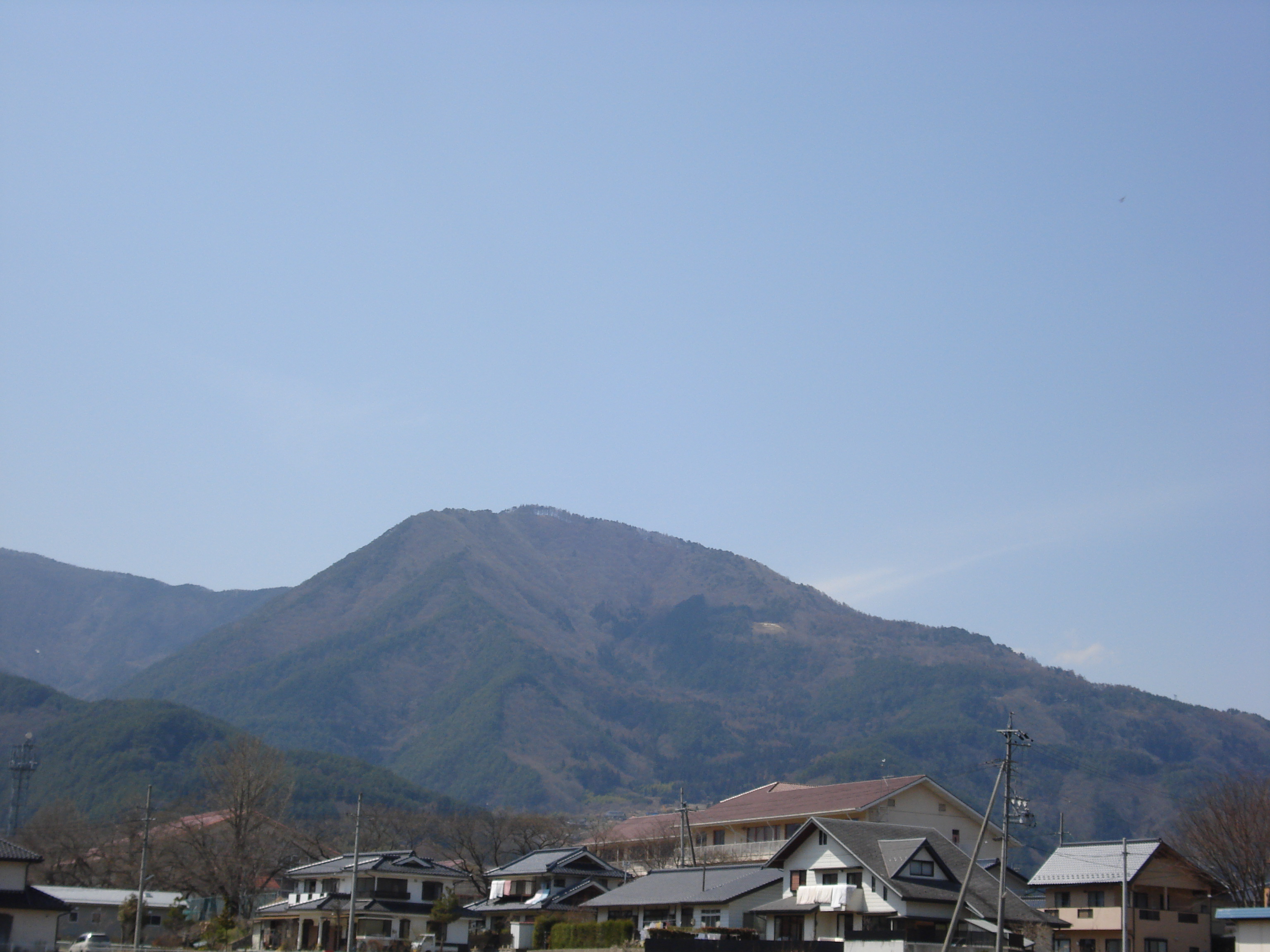
十観山

村の中心部から見ると北、西、南の三方を山に囲まれ、東の塩田平、上田盆地に向かってなだらかに下る。この三方の主峰は古くから青木三山として親しまれている。
- 夫神岳（おかみだけ、1,250m。地域では夫神山と呼ばれることもかなり多い）-南に位置し、ピラミッド型、あるいは富士山型の奇麗な山容をしている。
- 子檀嶺岳（こまゆみだけ、1,223m）-北に位置し、岩や崖などが目立ち、異様な形をしている。
- 十観山（じっかんざん、1,285m）-西に位置し、中腹にはパラグライダーの離陸場がある。

これらの山の頂上からは、上田盆地を一望できる。
村域は千曲川（信濃川）水系になる。村の西部の山間部の水を集めた田沢川と、南部の山間部の水を集めた沓掛川が村中央付近で合流し、浦野川となって東流、上田市へと至り、千曲川に合流する。

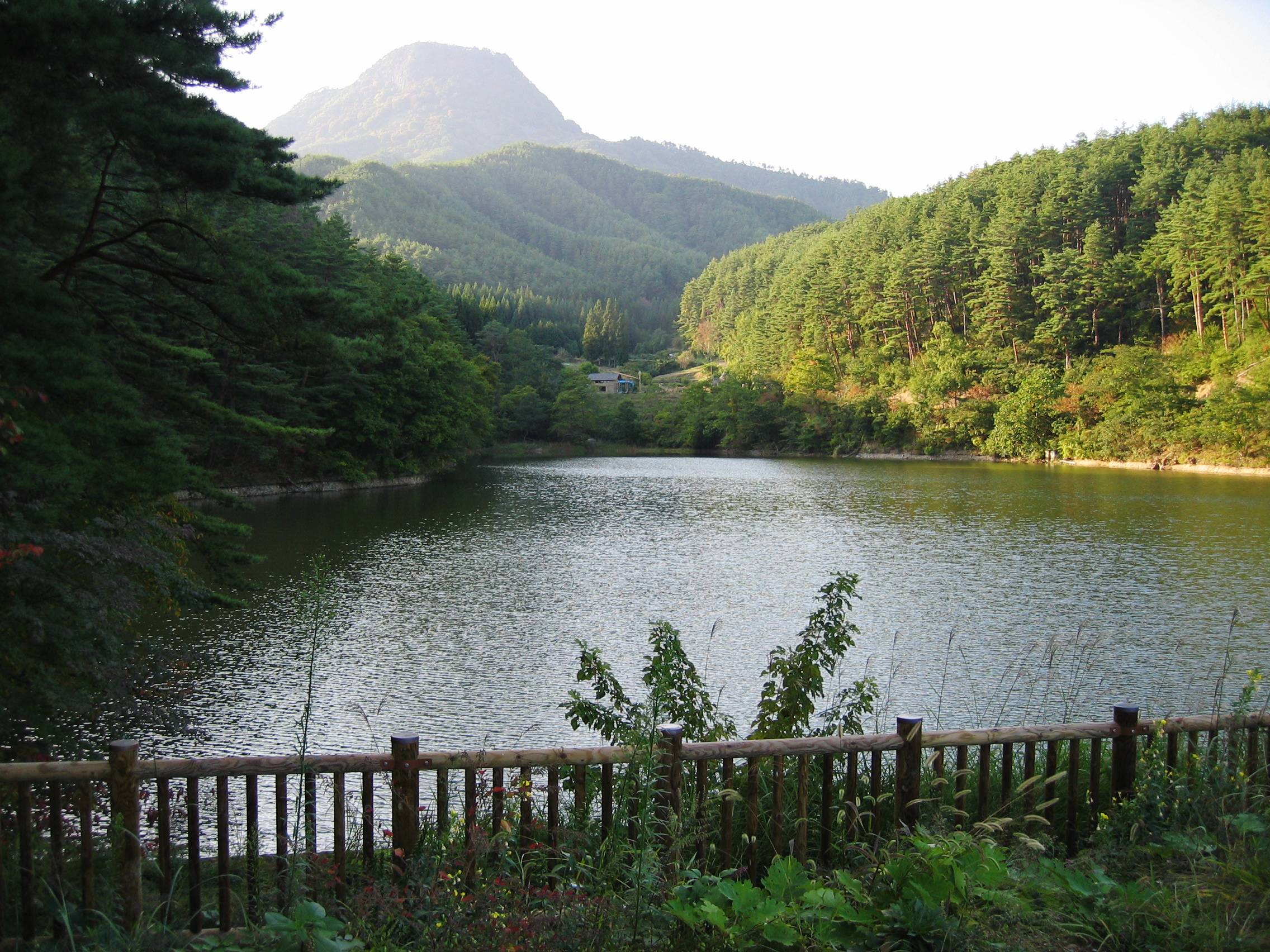
塩之入池、後方は子檀嶺岳。

## 人口
| |                                        |  |
| 青木村と全国の年齢別人口分布（2005年） | 青木村の年齢・男女別人口分布（2005年） |  |
| ■紫色 ― 青木村 ■緑色 ― 日本全国 | ■青色 ― 男性 ■赤色 ― 女性              |  |
| 青木村（に相当する地域）の人口の推移 \| 1970年（昭和45年） \| 5,532人 \| \| \| 1975年（昭和50年） \| 5,368人 \| \| \| 1980年（昭和55年） \| 5,245人 \| \| \| 1985年（昭和60年） \| 5,156人 \| \| \| 1990年（平成2年） \| 5,004人 \| \| \| 1995年（平成7年） \| 5,003人 \| \| \| 2000年（平成12年） \| 4,937人 \| \| \| 2005年（平成17年） \| 4,774人 \| \| \| 2010年（平成22年） \| 4,609人 \| \| \| 2015年（平成27年） \| 4,343人 \| \| \| 2020年（令和2年） \| 4,121人 \| \| |                                        |  |
| 総務省統計局 国勢調査より |                                        |  |
| 1970年（昭和45年） | 5,532人                                |  |
| 1975年（昭和50年） | 5,368人                                |  |
| 1980年（昭和55年） | 5,245人                                |  |
| 1985年（昭和60年） | 5,156人                                |  |
| 1990年（平成2年） | 5,004人                                |  |
| 1995年（平成7年） | 5,003人                                |  |
| 2000年（平成12年） | 4,937人                                |  |
| 2005年（平成17年） | 4,774人                                |  |
| 2010年（平成22年） | 4,609人                                |  |
| 2015年（平成27年） | 4,343人                                |  |
| 2020年（令和2年） | 4,121人                                |  |

## 歴史
村内の遺跡からは縄文時代の土器片、石斧、石匙などの石器が出土している。律令制下では保福寺峠から上田方面へと現在の村域を東山道が通過し、浦野駅が置かれた。京と東北を結ぶ交通の通過点となり、この地域に仏教や都の文化が広まったとみられる。
- 1889年（明治22年）4月1日 - 町村制の施行により、小県郡奈良本村・沓掛村（くつかけむら）・夫神村（おかみむら）・殿戸村・村松郷・田沢村の区域をもって発足。
- 1957年（昭和32年）3月31日 - 浦里村の一部（大字当郷）と新設合併し、青木村発足。
  - 浦里村の残部は川西村の一部となる。
- 1957年（昭和32年）8月1日 - 川西村の一部（大字浦野の一部）について境界を変更。
- 2002年（平成14年）10月25日 - 上田市・丸子町等で構成する任意合併協議会設立準備会への参加を拒否し、合併しないことを宣言。

## 行政

### 村政概要
- 村長：北村政夫（2013年5月7日就任、3期目）
- 職員数：55人（2019年4月1日現在）
- 予算規模（2019年度当初）： 27億6千万円（一般会計） 16億5千万円（特別会計）

### 歴代村長
| 代                     | 人                     | 氏名                   | 就任                   | 退任                   | 備考                                    |
| 青木村長（村議会互選） | 青木村長（村議会互選） | 青木村長（村議会互選） | 青木村長（村議会互選） | 青木村長（村議会互選） | 青木村長（村議会互選）                  |
| ---------------------- | ---------------------- | ---------------------- | ---------------------- | ---------------------- | --------------------------------------- |
| 初                     | 1                      | 本田與四郎             | 1889年4月1日           | 1891年10月16日         |                                         |
| 2                      | 2                      | 堀内真一郎             | 1891年10月23日         | 1895年8月26日          |                                         |
| 3                      | 3                      | 金井喜悦               | 1896年6月4日           | 1896年11月16日         |                                         |
| 4                      | 4                      | 佐伯鐘吉               | 1897年1月21日          | 1898年3月31日          |                                         |
| 5                      | 5                      | 増田鹿重               | 1898年4月16日          | 1899年4月24日          |                                         |
| 6                      | 3                      | 金井喜悦               | 1899年4月24日          | 1901年2月8日           |                                         |
| 7                      | 5                      | 増田鹿重               | 1901年2月19日          | 1903年4月22日          |                                         |
| 8                      | 6                      | 丸山満吉               | 1903年5月8日           | 1907年5月7日           |                                         |
| 9                      | 5                      | 増田鹿重               | 1907年5月8日           | 1911年5月7日           |                                         |
| 10                     | 1                      | 本田與四郎             | 1911年5月8日           | 1915年5月7日           |                                         |
| 11                     | 5                      | 増田鹿重               | 1915年5月15日          | 1919年8月31日          |                                         |
| 12                     | 7                      | 小林直次郎             | 1920年6月2日           | 1929年1月22日          |                                         |
| 13                     | 8                      | 若林幸一郎             | 1929年4月14日          | 1933年4月13日          |                                         |
| 14                     | 9                      | 小林虎之助             | 1933年4月14日          | 1935年10月27日         |                                         |
| 15                     | 10                     | 沓掛嘉助               | 1935年11月3日          | 1936年4月10日          |                                         |
| 16                     | 11                     | 堀内政雄               | 1936年9月16日          | 1946年3月2日           |                                         |
| 17                     | 12                     | 小林亮一               | 1946年3月22日          | 1947年2月15日          |                                         |
| 旧青木村長（公選）     |                        |                        |                        |                        |                                         |
| 初〜3代                | 1                      | 宮原栄吉               | 1947年                 | 1957年4月18日          | 戦後の公選初代村長。1957年4月18日に辞職 |
| 青木村長（公選）       |                        |                        |                        |                        |                                         |
| 4〜12代                | 1                      | 宮原栄吉               | 1957年5月7日           | 1993年5月6日           | 通算12選は全国で2位タイの多選記録       |
| 13〜17代               | 2                      | 宮原毅                 | 1993年5月7日           | 2013年5月6日           |                                         |
| 18代〜                 | 3                      | 北村政夫               | 2013年5月7日           | 現職                   |                                         |

### 村役場
青木村役場（青木村大字田沢111）

### 警察
管轄
上田警察署
駐在所
- 青木村警察官駐在所（青木村大字村松242-3）[11]

### 消防
管轄
上田地域広域連合

### 税務署
管轄
上田税務署

### ハローワーク
管轄
ハローワーク上田（上田公共職業安定所）

## 議会

### 村議会
- 議長：金井とも子（2021年5月7日就任）
- 議員定数：10人
- 議員任期：2021年5月7日 - 2025年5月6日

### 長野県議会（上田市小県郡選挙区）
- 定数：4人
- 任期：2019年（平成31年）4月30日 － 2023年（令和5年）4月29日
- 清水純子（公明党）、高村京子（日本共産党）、山田英喜（無所属、当選後に自由民主党会派入り）、欠員1

### 衆議院
- 選挙区：長野3区（上田市、小諸市、佐久市、千曲市、東御市、南佐久郡、北佐久郡、小県郡、埴科郡）
- 任期：2021年10月31日 - 2025年10月30日
- 投票日：2021年10月31日
- 当日有権者数：399,168人
- 投票率：59.32％

| 当落 | 候補者名 | 年齢 | 所属党派                            | 新旧別 | 得票数    | 重複 |
| ---- | -------- | ---- | ----------------------------------- | ------ | --------- | ---- |
| 当   | 井出庸生 | 43   | 自由民主党                          | 前     | 120,023票 | ○    |
| 比当 | 神津健   | 44   | 立憲民主党                          | 新     | 109,179票 | ○    |
|      | 池高生   | 53   | NHKと裁判してる党弁護士法72条違反で | 新     | 3,722票   | ○    |

## 司法

### 最高裁判所
最高裁判所

### 高等裁判所
管轄
東京高等裁判所

### 地方・家庭裁判所
管轄
- 長野地方・家庭裁判所
- 長野地方・家庭裁判所 上田支部

### 簡易裁判所
管轄
上田簡易裁判所
出典:

## 大字
7大字12地区がある。大字は1889年の町村制開始まで存在した村々の地域と名称をそのまま受け継いでいる（大字当郷は浦里村を経て合併）。
- 大字村松
  - 村松地区
- 大字田沢
  - 入田沢地区
  - 中村地区
  - 中挾地区
  - 青木地区
- 大字殿戸
  - 殿戸地区
- 大字夫神
  - 夫神地区
  - 細谷地区
- 大字沓掛
  - 沓掛地区
- 大字奈良本
  - 下奈良本地区
  - 入奈良本地区
- 大字当郷
  - 当郷地区

## 地域

### 福祉
- 青木村立保育園

### 電気・通信
- 中部電力パワーグリッドの担当営業所は上田営業所[17]。
- 市外局番は0268[18]。かつては市外局番が026849で、現在も村内の電話番号は0268ｰ49ｰ****となる。
- 青木村有線放送・高速情報通信網 ｰ 電話とは別の有線放送・電話サービスが張り巡らされており、現在は光ファイバー通信による音声電話、テレビ電話、告知放送、全国瞬時警報システム、緊急通報、暮らしの便利情報などの双方向通信サービスが提供されている。

## 教育

### 学校教育
- 青木村立青木小学校
- 青木村立青木中学校

### 社会教育
- 青木村図書館

## 姉妹都市・提携都市

### 国内
- 菖蒲町（埼玉県久喜市）
- 長泉町（静岡県駿東郡）

### 海外
- ナムチェバザール村（ネパール）

## 交通

### 鉄道
かつては上田温泉電軌青木線が上田市から青木村までを結んでいたが、1938年に廃線となり、現在鉄道は通っていない。電軌青木線とほぼ同じルートを走る千曲バス青木線が村内まで運行している。鉄道でアクセスする場合の最寄り駅は、JR東日本北陸新幹線としなの鉄道しなの鉄道線は上田駅で、バス青木線への乗り換え。
- 上田温泉電軌青木線　 殿戸駅 - 村松駅 - 青木駅

### 路線バス
- 青木バスターミナル

以下の村営バスが村内各地、千曲バスが上田駅方面へ運行。
- 村営バス

（2009年5月11日より村営バスは、利用者が多い時間帯は大型バスで運行し、それ以外はワゴン車で運行するセミデマンド方式になった。また千曲バスの青木線が一部減便するのを受け2024年4月1日から平日のみ上田駅線の運行開始。）
- 千曲バス青木線

当郷 - 殿戸 - 工場団地前 - 村松 - 細谷 - 青木バスターミナル
この路線は上田市の運賃低減バス運行計画の対象路線である。

### 道路
- 国道143号
- 長野県道12号丸子信州新線
- 長野県道172号田沢中挟線
- 長野県道181号下奈良本豊科線

道の駅
- あおき

#### 高速道路
村内に高速道路は通っていない。
最寄りのインターチェンジは麻績村にある麻績インターチェンジ（長野自動車道）または上田市にある上田菅平インターチェンジ（上信越自動車道）である。

## 名所・旧跡・観光スポット・祭事・催事

### 名所・旧跡
- 国宝大法寺三重塔

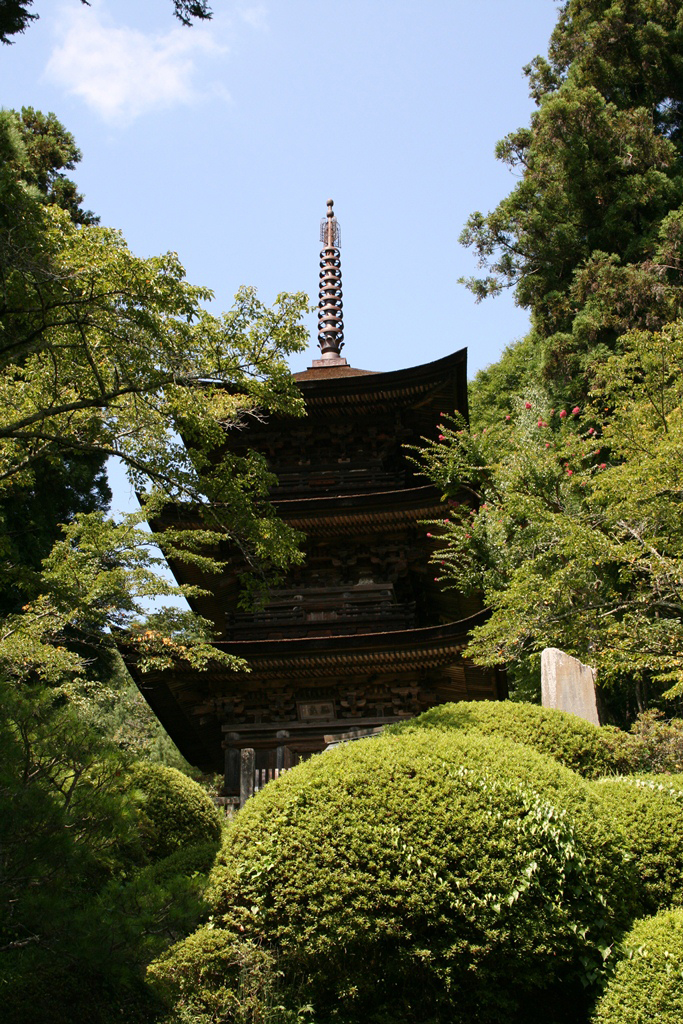
大法寺三重塔

- 修那羅峠の石仏群 - 860体の石仏が林立する。
- 塚穴古墳
- 日吉神社（長野県宝）
- 恋渡神社

### 観光スポット

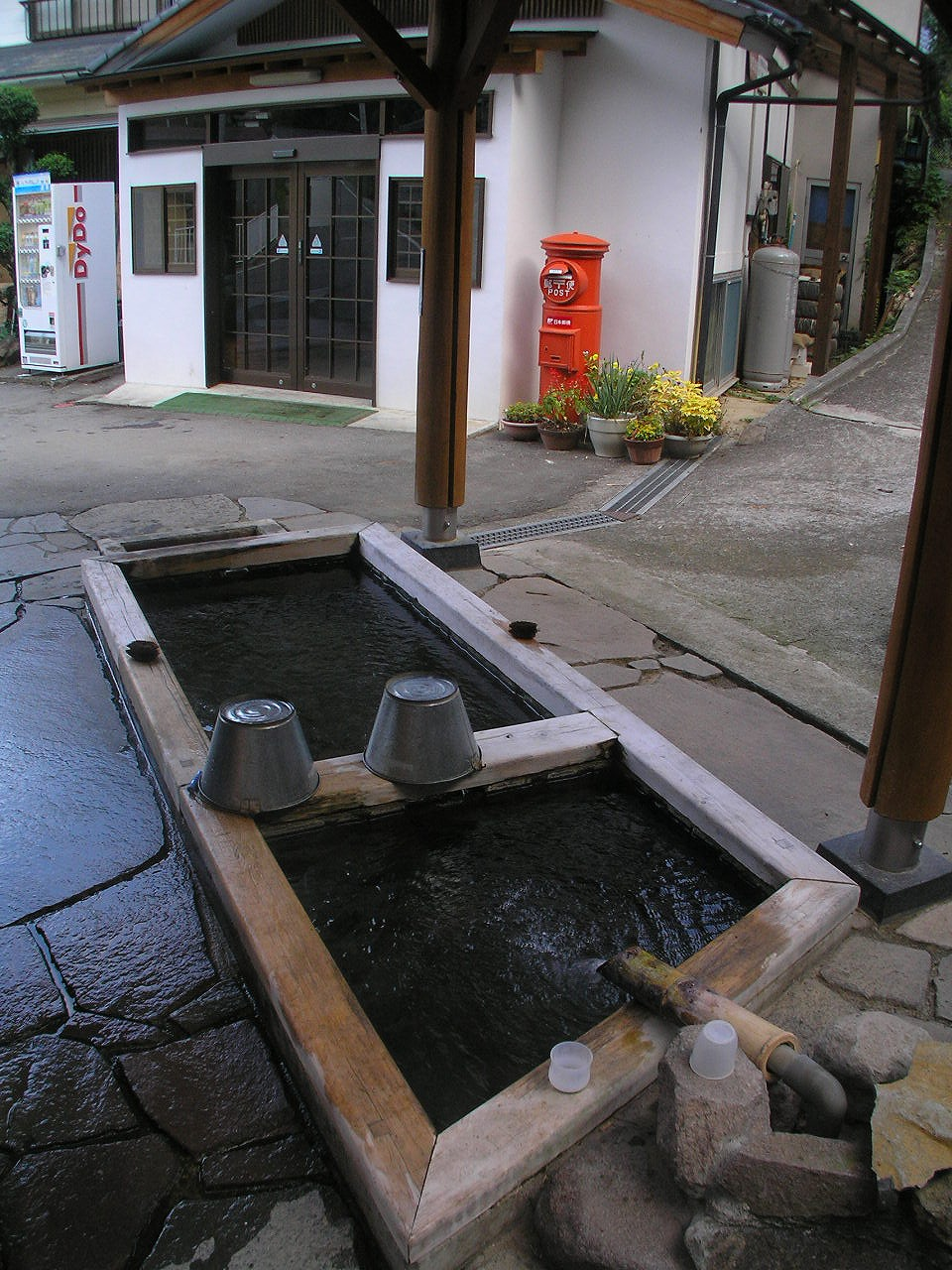
沓掛温泉
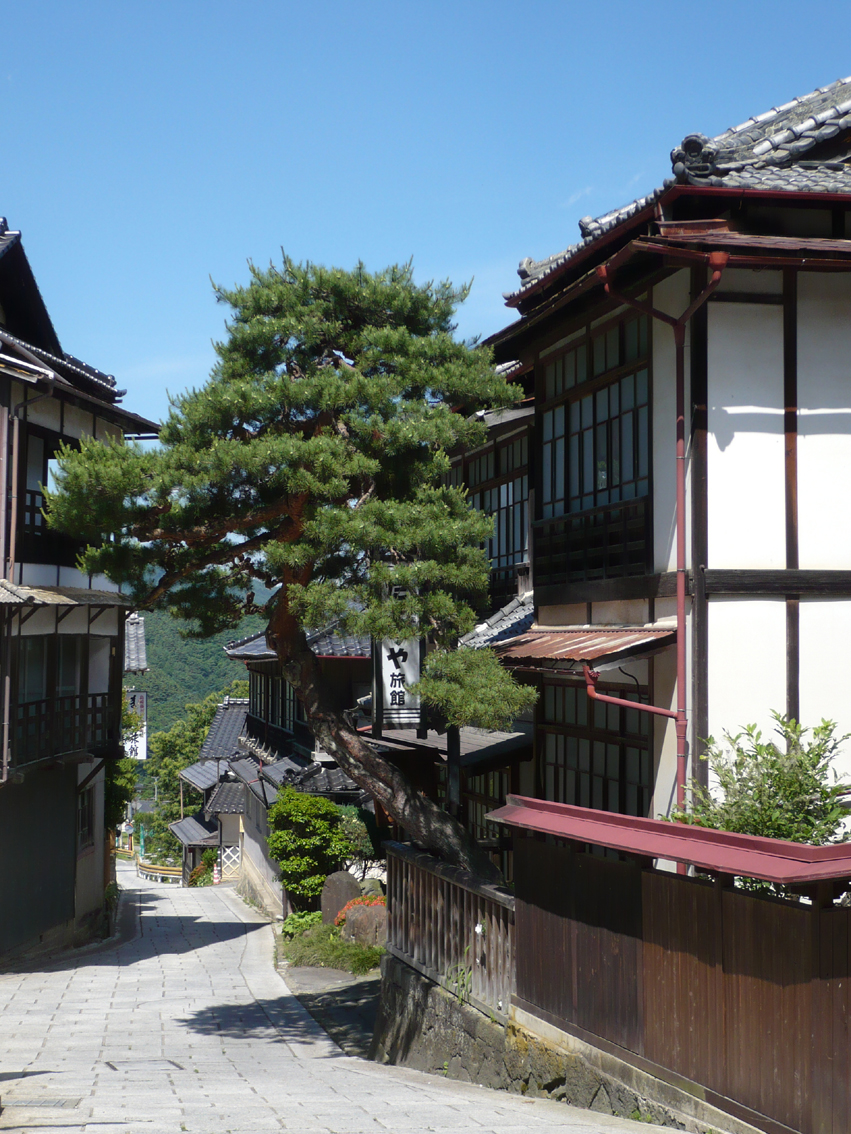
田沢温泉街
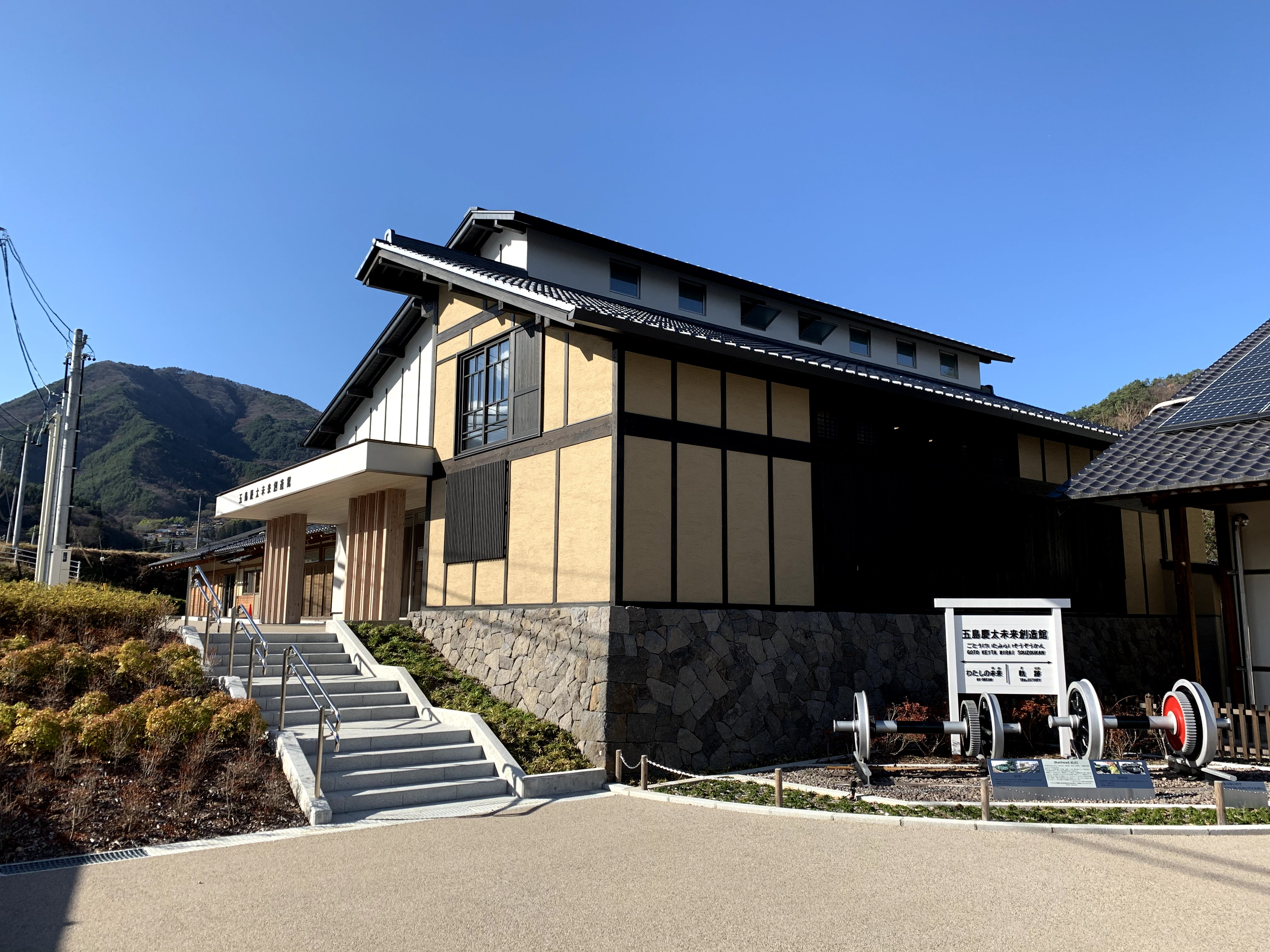
五島慶太未来創造館

- 田沢温泉、沓掛温泉（国民保養温泉地）
- ふるさと公園あおき
- 五島慶太未来創造館
- 信州昆虫資料館
- 青木村歴史文化資料館 - 栗林一石路資料展示室、青木村義民資料展示室、古代遺跡発掘土器展示室等がある。

### 催事
- マラソン大会「義民の里を走ろう！」 - 4月上旬
- 青木村夏まつり - 8月第1土曜日

## 特産品
- タチアカネ - 地域限定で栽培されているソバ[19]

- マツタケ

## 関連著名人

### 名誉村民
1988年に青木村名誉村民条例が制定され、村民や村に縁の深い者で、学術、文化、産業、経済、福祉などの分野で村や国家に大きな貢献をした人物に名誉村民章を贈っている。
- 宮原栄吉 - 公選の初代村長。1994年贈呈。
- 小川原辰雄 - 医師、昆虫研究者、青木診療所長、信州昆虫資料館長。坂井村出身。2000年贈呈。
- 宮原毅 - 公選の2人目の村長。2014年贈呈。
- 五島慶太 - 東急グループの実質的な創始者。2023年選定[22]。

### 出身者
- 五島慶太 - 東京急行電鉄(東急グループ)の事実上の創業者
- 栗林一石路 - 俳人
- 菰田万一郎 - 教育者
- 堀内林平 - 官僚、東京市向島区長、大森区長
- 宮原清 - 実業家、日本社会人野球協会(現日本野球連盟)初代会長
- 宮原巍 - ヒマラヤ観光開発社長（宮原毅・前村長の弟）
- 窪田美侑 - 元バレーボール選手
- アフロ - ラップグループMOROHAのMC
- 丸山巌 - 読売新聞社副社長
- 石井千明 - 京浜急行電鉄副社長、京急興業（現・京急不動産）社長、歌人
- 北村貞治 - 実業家
- 清水半平 - 義民
- 中沢浅之丞 - 義民